# هاشم حسن آل نصر الله
السيد هاشم حسن نصر آل الله (7 شباط 1923 - 4 أيار 1997 م) كان رجل أعمال عراقي ونبيل ورئيس لغرفة تجارة كربلاء لستة فترات من عام 1959 إلى عام 1969 م.

## الحياة المبكرة
وُلِد نصر الله في 7 شباط 1923 م في كربلاء. كان والده حسن آل نصر الله، نجل محمد (حمود) نصر الله (ت. 27 تشرين الأول 1901 م)، رئيس تجار كربلاء في العصر العثماني ورجل ثري للغاية. كانت والدته ابنة مرتضى ضياء الدين السادن التاسع عشر (الوصي) على مرقد العباس. نصر الله هو الثالث من بين أربعة أطفال. ينحدر والداه من عائلة آل فائز النبيلة، ويرجع نسبهما لابنة النبي محمد فاطمة وزوجها علي، أول إمام شيعي. حكم أسلافه كربلاء في بعض المناسبات، وتولوا وصاية (سدانة) الأماكن المقدسة فيها.

## الحياة المهنية
عمل نصر الله في شركة والده حسن التجارية، حيث كان يبيع المنتجات الزراعية والأجهزة المنزلية، بعضها مستورد من الولايات المتحدة وأوروبا. في عام 1959 م، أصبح هو وإخوته رؤساء مجلس إدارة الشركة، وبدؤوا في توسيع أعمالهم. ثم أسسوا مستودعًا كبيرًا لتوزيع السلع الغذائية وغير الغذائية، بالإضافة إلى السلع الزراعية. وفي مرحلة ما، كانوا يستوردون أيضًا السيارات من أوروبا، وكان المستودع بمثابة معرض سيارات.
نظرًا لمكانة نصر الله بين تجار كربلاء، فقد رشَّحه التجار لمنصب رئيس غرفة تجارة كربلاء، وفي عام 1959 م، تولى إدارة الغرفة. خدم لمدة ست فترات، من تشرين الثاني 1959 إلى تشرين الأول 1969 م، وكان أطول رئيس خدمة للغرفة. بصفته رئيسًا للغرفة، كان يصدر تراخيص التصدير والاستيراد، بالإضافة إلى تنفيذ عقود البناء من خلال شركته الإنشائية، ودعوة أعضاء من غرف التجارة من جميع أنحاء العراق إلى كربلاء، لحضور اجتماعات من شأنها أن تؤدي إلى العديد من المشاريع التجارية للمدينة.
بدأت الغرفة إصدار مجلة الاقتصاد في 15 تموز 1960 م، بإشراف نصر الله. وكانت الغرفة تصدر طبعتين شهريًا، ولم يصدر منها سوى تسعة أعداد. وصدر العدد الأخير منها في 15 كانون الأول 1960 م.
استمتع نصر الله بالتاريخ والثقافة العربية الإسلامية كثيرًا، وقرر إنشاء مكتبة للغرفة في عام 1963 م. وبعد الحصول على إذن من السلطة العليا، شكل لجنة مكونة من موظفين من الغرفة، وطلب منهم شراء مجموعة كبيرة من الكتب، بدءًا من كتب التاريخ إلى كتب الأعمال والدين والعلوم. سافر أعضاء اللجنة إلى مدن أخرى مثل بغداد والنجف لشراء الكتب، حتى جُمعَت كمية كبيرة من الكتب في المكتبة. استمرت المكتبة في التوسع على مر السنين حتى انتفاضة عام 1991 م، والتي شهدت تدمير القوات البعثية لكربلاء، وشمل ذلك الغرفة، التي أحرقوها، ولم يتبق من مكتبة الغرفة سوى عدد قليل من الكتب، كان بعضها مخطوطات إسلامية نادرة.
وفي عام 1965 م، وافق نصر الله على إنشاء مصنع جديد لشراب التمر في كربلاء، بالتعاون مع المصرف الصناعي، وأُنشئ المصنع في العام التالي.
في 28 شباط 1968 م، أرسل نصر الله برقية، نيابة عن جميع غرف التجارة العراقية، إلى محمد مكية، يؤيد فيها خططه لإحداث ثورة تطورية في مدينة الكوفة من خلال بناء جامعة حديثة وسوق كبير. إلا أن الخطط قوبلت بمعارضة البعثيين، حيث فقد مكية حظوته لديهم، ولم ير المشروع الثوري النور أبدًا.

## الحياة الشخصية والموت
كان نصر الله مسؤولًا عن استقبال مواكب العزاء التي تمثل جامعة بغداد في عاشوراء. إلى جانب أبناء آية الله الحكيم، كان يستقبل أكثر من 2000 طالبٍ و1000 أستاذٍ. كان الموكب يصل إلى كربلاء في التاسع من محرم، ويزور الضريحين، ثم يعود إلى مساكنهم، التي كانت موزعة على خمس حسينيات، ويقضون الليل هناك. ثم يستيقظون في صباح اليوم التالي، في العاشر من محرم، ويحضرون مجلسًا في حسينية المصلوب، والذي يبدأ بقراءة زيارة عاشوراء، تليها كلمة لطالب مغربي، ومرثية لطالب جزائري، وأخيرًا، كلمة ختامية لنصر الله، حيث يشكر الجامعة، ويعرب عن أمله في أن تكون الكلمات مستوحاة من النهج الحسيني، الذي توفر أخلاقه مخططًا اجتماعيًا وأخلاقيًا مثاليًا في الطريقة التي يعبر بها عن قيم الإسلام.
كان نصر الله يقيم مناسبة سنوية في منزله، حيث كان يدعو كبار المسؤولين والوجهاء لإحياء ذكرى مولد فاطمة. وكان يدعو إما السيد هاشم القاري، أو السيد مصطفى الفيض آل طعمة، أو خطباء آخرين لإلقاء خطبة، ثم يتبع ذلك نقاش بين الحاضرين حول فضائل فاطمة وقضيتها النبيلة في حياتها. وقد حظي هذا التجمع بشعبية واسعة، مما جعل الصحافة المحلية تنشره.
في آب 1965 م، عيّن مكتب عبد السلام عارف نصر الله ليكون السادن للضريح العباس، ليحل محل ابن عمه من جهة الأم، بدر الدين ضياء الدين. جاء هذا القرار نتيجة قيام حاكم كربلاء، سلطان كرماشة، بإبلاغ ضياء الدين إلى الرئيس لعدم كفاءته في وظيفته. ومع ذلك، كان السبب الحقيقي هو أن كرماشة شعر أن ضياء الدين لم يُظهر له الاحترام الكافي كشخص في منصب أعلى. من ناحية أخرى، رفض نصر الله بشدة هذه المحنة، واعتقد أن ابن عمه قد فُصل ظلمًا، لذلك ضغط هو وأعضاء آخرون من عائلتي نصر الله وضياء الدين من أجل عودة ضياء الدين، وبحلول تشرين الأول 1965 م، نُقل كرماشة بعيدًا عن كربلاء، وأُعيد ضياء الدين إلى منصبه السادن.
كان نصر الله متزوجًا ولديه ابن واحد، علي (مواليد 1952)، وهو زميل أول في الخدمات المالية في كلية مانشستر للأعمال، حيث يلقي المحاضرات ويجري الأبحاث في مجالات تتعلق بالخدمات المصرفية والإدارة المالية للشركات وتقنية المعلومات. وهو أيضًا مستشار رئيس لشركة جنرالي.

### الوفاة
أمضى نصر الله آخر أيام حياته في رعاية مكتبته التي كانت تحتوي على مجموعة من الكتب المختلفة، حتى توفي في 4 أيار 1997 م.

## طالع أيضًا
- الغرفة التجارية
- قائمة رجال الأعمال العراقيين
- عائلة الفايز